# أكرم الغليظي
أكرم الغليظي (1972-2024) رياضي فلسطيني من قطاع غزة، كان كابتن فريق كرة الطائرة في نادي الرباط.
استشهد أكرم صابر الغليظي بتاريخ 11 سبتمبر 2024 في غارة جوية اسرائيلية ارتكبتها بحق المدنيين في مدرسة الجاعوني التابعة للأونروا في مخيم النصيرات قضاء محافظة دير البلح خلال عملية طوفان الأقصى وأسفرت عن استشهاد أكثر من 17 مدني.